# Jamie Vardy
Jamie Richard Vardy, ursprungligen Gill, född 11 januari 1987 i Sheffield, är en engelsk fotbollsspelare, som spelar för Leicester City i Premier League. Vardy har tidigare spelat för Stocksbridge Park Steels, Halifax Town och Fleetwood Town. Han har även spelat i Englands herrlandslag.

## Uppväxt
Vardy föddes 1987 i Sheffield. Likt många andra av stadens invånare tillhörde hans föräldrar arbetarklassen. Hans far övergav familjen tidigt och när modern gifte om sig fick han styvfaderns efternamn. Vardy började spela fotboll i Sheffield Wednesdays ungdomsakademi år 2002, men när han var 16 år blev han släppt från akademin på grund av att han var för smal. Vardy tog en kort paus från fotbollen innan han började spela i Stocksbridge Park Steels samtidigt som han arbetade på en fabrik som tillverkade proteser.

## Klubbkarriär

### Tidig karriär
Efter att ha börjat i Stocksbridge Park Steels ungdomslag började Vardy spela för seniorlaget år 2007 där han gjorde totalt 66 mål under sin tid i klubben. Detta gjorde att andra lag i närområdet började få upp ögonen för honom och han värvades av Halifax Town år 2010 för en övergångssumma på 18 000 £. Vardy gjorde succé i klubben och när säsongen var slut stod han som Halifax främsta målgörare när de vann Northern Premier League Premier Division. Vardy skrev på för Fleetwood Town i augusti 2011 för en övergångssumma på 150 000 £. Vardy skulle inte komma att spela i klubben mer än 9 månader, för efter ännu ett succéår med uppflyttning och 34 mål på 42 matcher visade Championship-klubben Leicester City intresse för Vardy. Han skrev på för Leicester den 18 maj 2012 för en övergångssumma på 1 000 000 £. På bara fem år hade Jamie Vardy gått från att spela i åttondedivisionen i England till att spela i Englands andra division.

### Leicester City

#### Säsongen 2012/13
Under Jamie Vardys första år i Leicester City slutade klubben på en sjätte plats i The Championship vilket innebar att laget fick delta i ett slutspel där vinnaren skulle belönas med uppflyttning till Premier League. Den första matchen spelades på hemmaplan mot Watford FC och matchen slutade 1-0 till Leicester, Vardy var tillgänglig på bänken men spelade inte. Andra matchen fick ett dramatiskt slut; matchen avgjordes i den 7:e övertidsminuten efter en straffräddning av Watfords målvakt Manuel Almunia som följdes av att Watfordanfallaren Troy Deeney tryckte in bollen i mål efter en snabb kontring. Matchen slutade 3-1 (totalt 3-2) och Leicester Citys premier league-drömmar var släckta för den säsongen. Vardy var i matchen återigen tillgänglig på bänken men fick ingen speltid. Under säsongen gjorde Vardy fem mål och fyra assist på 29 matcher.

#### Säsongen 2013/14
Kommande säsong vann Leicester City Championship efter en imponerande andra halva där man var obesegrade i 20 omgångar i rad. Jamie Vardy hade tagit platsen i startelvan som lagets anfallare och han gjorde 16 mål samt 11 assist på 41 matcher. Detta innebar att Vardy hade hjälpt Laget att ta sig tillbaka till Premier League för första gången sedan säsongen 2003/04.

#### Premier League
Den 28 november 2015 blev han den första spelaren i Premier Leagues historia som gjort mål i 11 matcher i rad. Det skedde när han gjorde 1–0-målet i en match mot Manchester United som slutade 1–1.
Vardy var en av Leicesters bärande spelare under säsongen 2015/16 när de vann ligan för första gången och vann Årets fotbollsspelare under denna säsongen.
Under 2019/2020 vann han också Premier League Golden Boot efter att ha gjort 23 mål på 34 matcher.

## Landslagskarriär
Den 7 juni 2015 debuterade Vardy för Englands landslag i en 0–0-match mot Irland, där han byttes in i den 75:e minuten mot Wayne Rooney.

## Statistik

### Klubblag
| Klubb           | Säsong         | Liga                 | Liga    | Liga | FA-cupen | FA-cupen | Ligacupen | Ligacupen | Europa  | Europa | Annat   | Annat | Totalt  | Totalt |
| Klubb           | Säsong         | Division             | Matcher | Mål  | Matcher  | Mål      | Matcher   | Mål       | Matcher | Mål    | Matcher | Mål   | Matcher | Mål    |
| --------------- | -------------- | -------------------- | ------- | ---- | -------- | -------- | --------- | --------- | ------- | ------ | ------- | ----- | ------- | ------ |
| FC Halifax Town | 2010/11        | NPL Premier Division | 33      | 23   | 3        | 1        | —         | —         | —       | —      | 1       | 1     | 37      | 25     |
| FC Halifax Town | 2011/12        | Conference North     | 4       | 3    | —        | —        | —         | —         | —       | —      | —       | —     | 4       | 3      |
| FC Halifax Town | Totalt         | Totalt               | 37      | 26   | 3        | 1        | —         | —         | —       | —      | 1       | 1     | 41      | 28     |
| Fleetwood Town  | 2011/12        | Conference Premier   | 36      | 31   | 6        | 3        | —         | —         | —       | —      | 0       | 0     | 42      | 34     |
| Fleetwood Town  | Totalt         | Totalt               | 36      | 31   | 6        | 3        | 0         | 0         | 0       | 0      | 0       | 0     | 42      | 34     |
| Leicester City  | 2012/13        | Championship         | 26      | 4    | 2        | 0        | 1         | 1         | —       | —      | 0       | 0     | 29      | 5      |
| Leicester City  | 2013/14        | Championship         | 37      | 16   | 1        | 0        | 3         | 0         | —       | —      | —       | —     | 41      | 16     |
| Leicester City  | 2014/15        | Premier League       | 34      | 5    | 2        | 0        | 0         | 0         | —       | —      | —       | —     | 36      | 5      |
| Leicester City  | 2015/16        | Premier League       | 36      | 24   | 1        | 0        | 1         | 0         | —       | —      | —       | —     | 38      | 24     |
| Leicester City  | 2016/17        | Premier League       | 35      | 13   | 2        | 0        | 1         | 0         | 9       | 2      | 1       | 1     | 48      | 16     |
| Leicester City  | 2017/18        | Premier League       | 37      | 20   | 3        | 2        | 2         | 1         | —       | —      | —       | —     | 42      | 23     |
| Leicester City  | 2018/19        | Premier League       | 34      | 18   | 0        | 0        | 2         | 0         | —       | —      | —       | —     | 36      | 18     |
| Leicester City  | 2019/20        | Premier League       | 35      | 23   | 1        | 0        | 4         | 0         | —       | —      | —       | —     | 40      | 23     |
| Leicester City  | 2020/21        | Premier League       | 34      | 15   | 4        | 0        | 0         | 0         | 4       | 2      | —       | —     | 42      | 17     |
| Leicester City  | 2021/22        | Premier League       | 25      | 15   | 0        | 0        | 0         | 0         | 0       | 0      | 1       | 0     | 2       | 1      |
| Leicester City  | Totalt         | Totalt               | 309     | 139  | 16       | 2        | 14        | 2         | 13      | 4      | 2       | 1     | 354     | 148    |
| Karriär totalt  | Karriär totalt | Karriär totalt       | 382     | 196  | 25       | 6        | 14        | 2         | 13      | 4      | 3       | 2     | 437     | 210    |

1. ↑  Matcher i FA Trophy
2. ↑  Matcher i Uefa Champions League
3. 1 2  Matcher i FA Community Shield
4. ↑  Matcher i Uefa Europa League

### Internationellt
| Landslag | År     | Matcehr | Mål |
| -------- | ------ | ------- | --- |
| England  | 2015   | 4       | 0   |
| England  | 2016   | 10      | 5   |
| England  | 2017   | 5       | 1   |
| England  | 2018   | 7       | 1   |
| Totalt   | Totalt | 26      | 7   |

| Nr | Datum            | Plats                                           | Motståndare   | Mål | Resultat | Tävlingsform  | Ref.   |
| -- | ---------------- | ----------------------------------------------- | ------------- | --- | -------- | ------------- | ------ |
| 1  | 26 mars 2016     | Olympiastadion, Berlin, Tyskland                | Tyskland      | 2–2 | 3–2      | Vänskapsmatch | [ 30 ] |
| 2  | 29 mars 2016     | Wembley Stadium, London, England                | Nederländerna | 1–0 | 1–2      | Vänskapsmatch | [ 31 ] |
| 3  | 22 maj 2016      | City of Manchester Stadium, Manchester, England | Turkiet       | 2–1 | 2–1      | Vänskapsmatch | [ 32 ] |
| 4  | 16 juni 2016     | Stade Bollaert-Delelis, Lens, Frankrike         | Wales         | 1–1 | 2–1      | EM 2016       | [ 33 ] |
| 5  | 15 november 2016 | Wembley Stadium, London, England                | Spanien       | 2–0 | 2–2      | Vänskapsmatch | [ 34 ] |
| 6  | 26 mars 2017     | Wembley Stadium, London, England                | Litauen       | 2–0 | 2–0      | VM 2018       | [ 35 ] |
| 7  | 27 mars 2018     | Wembley Stadium, London, England                | Italien       | 1–0 | 1–1      | Vänskapsmatch | [ 36 ] |